# Малотимошівська сільська рада
| Малотимошівська сільська рада — колишній орган місцевого самоврядування у Новоукраїнському районі Кіровоградської області з адміністративним центром у с. Мала Тимошівка. Сільській раді підпорядковані населені пункти: - с. Мала Тимошівка - с. Варварівка - с-ще Новоселівка |

## Склад ради
Рада складалася з 16 депутатів та голови.

### Керівний склад ради
| ПІБ                        | Основні відомості                                                                                  | Дата обрання | Дата звільнення |
| -------------------------- | -------------------------------------------------------------------------------------------------- | ------------ | --------------- |
| Рак Лідія Миколаївна       | Сільський голова, 1954 року народження, освіта, позапартійна                                       | 26.03.2006   | 31.10.2010      |
| Мірошник Віктор Михайлович | Сільський голова, 1953 року народження, освіта середня загальна, член Комуністичної партії України | 31.10.2010   |                 |

Примітка: таблиця складена за даними джерела

## Населення
За переписом населення України 2001 року в сільській раді мешкали 1004 особи.

### Мова
Розподіл населення за рідною мовою за даними перепису 2001 року:
| Мова       | Відсоток |
| ---------- | -------- |
| українська | 90,11 %  |
| молдовська | 4,15 %   |
| російська  | 3,86 %   |
| білоруська | 1,48 %   |
| польська   | 0,10 %   |
| інші       | 0,30 %   |